# Chromatomyia montella
Chromatomyia montella är en tvåvingeart som beskrevs av Spencer 1986. Chromatomyia montella ingår i släktet Chromatomyia och familjen minerarflugor.
Artens utbredningsområde är Colorado. Inga underarter finns listade i Catalogue of Life.